# Jonathan Scott Hartley

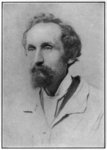
Jonathan Scott Hartley

Jonathan Scott Hartley (* 23. September 1845 in Albany (New York); † 1912) war ein US-amerikanischer Bildhauer.

## Leben

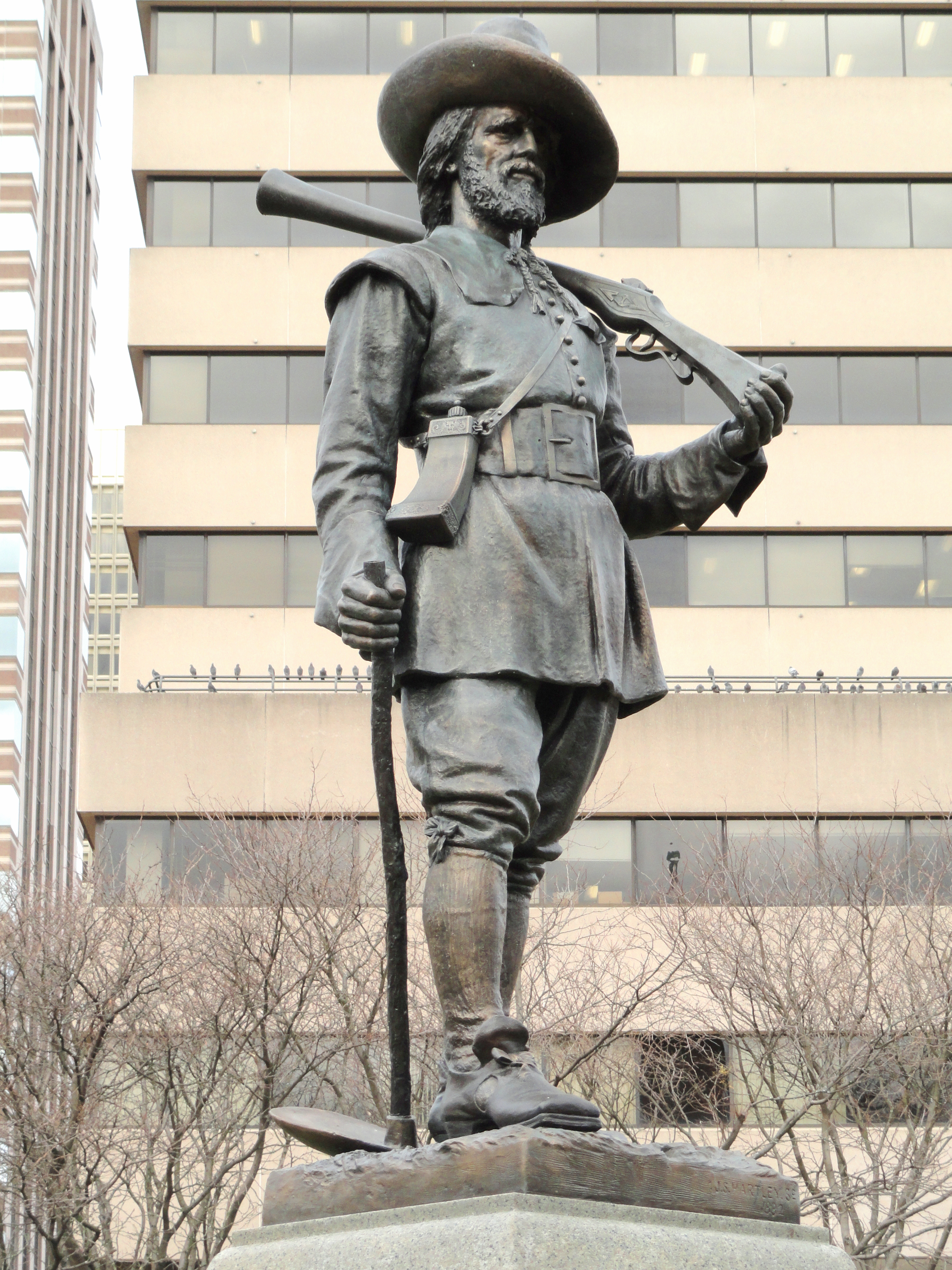
Gedenkstatue für Miles Morgan

Als Jonathan Scott Hartley während seiner Jugendzeit Gravuren an Grabsteinen anfertigte, um damit seinen Lebensunterhalt zu verdienen, wurde er vom Bildhauer Erastus Dow Palmer entdeckt, der ihn zu seinem Schüler machte. Nach einer zweijährigen Lehre, in der er auch Kenntnisse in der Anatomie erwarb, reiste er nach England, um sich an der Royal Academy of Arts in London einzuschreiben. Während des Studiums verdingte er sich tagsüber als Marmorschneider. Später studierte er noch in Berlin, Paris und Rom, bevor er sich in New York ein Atelier einrichtete und eine Skizzengruppe für Künstlerkollegen gründete, die als Salmagundi Club bekannt wurde.

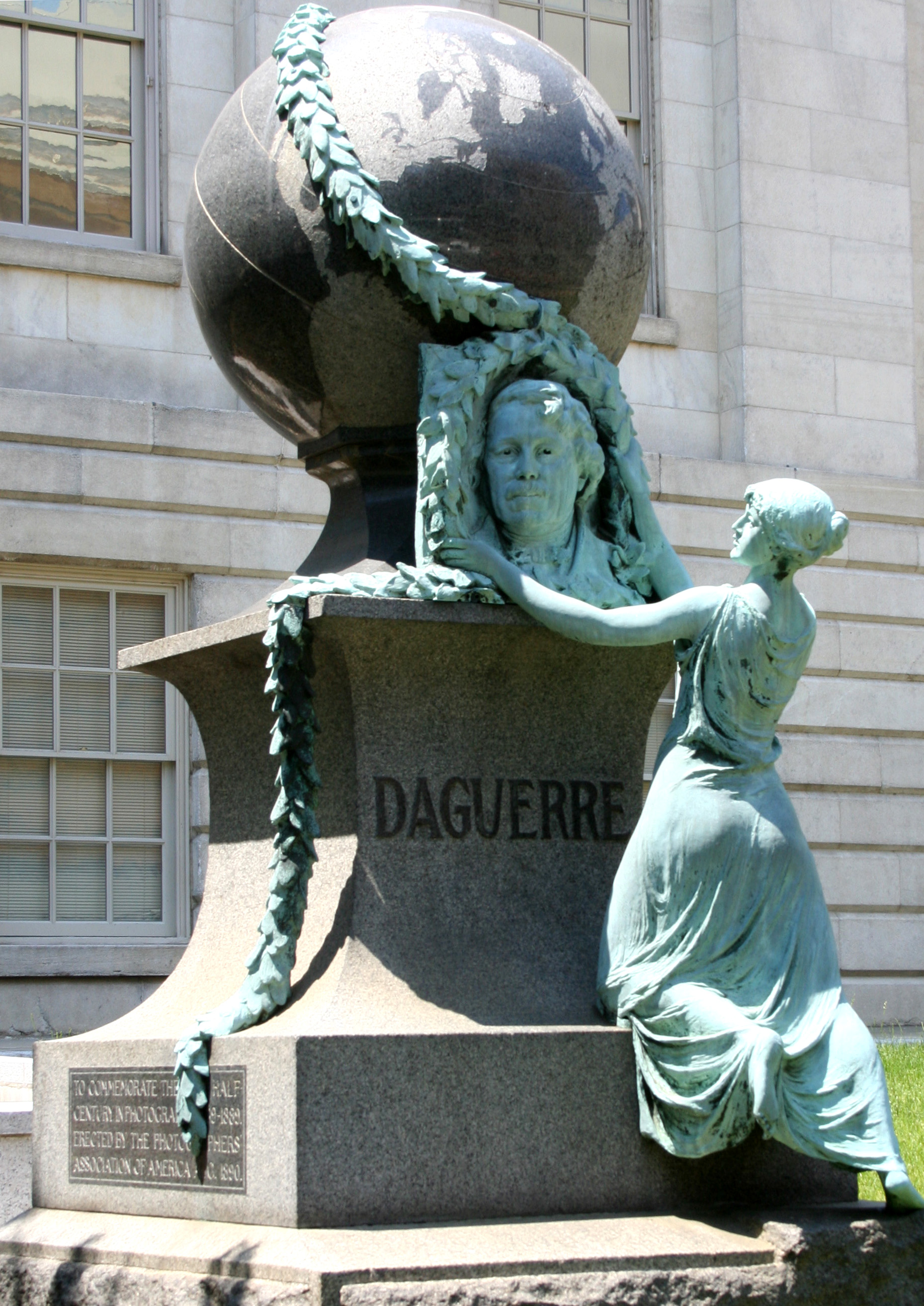
Büste von Louis Daguerre

Er war auch an der Gründung der Art Students League beteiligt und lehrte dort mehrere Jahre lang als Professor für Anatomie. Zu seinen Marmor- und Bronzeskulpturen gehören Denkmäler, Reliefs und speziell Porträtbüsten prominenter Amerikaner und Mitglieder der New Yorker Gesellschaft. 1881 wurde er Mitglied der National Academy of Design.
Sein erstes wichtiges Werk (1882) war eine Statue des Puritaners Miles Morgan (1616–1699) für die Stadt Springfield in Massachusetts. Weitere Werke waren das Daguerre-Denkmal in Washington, D.C., das er zum 50. Jahrestag der Erfindung der Fotografie anfertigte, eine Statue des Kongregationalisten-Predigers Thomas K. Beecher in Elmira (New York) oder eine Statue von Alfred dem Großen am Appellate Division Courthouse of New York State (kurz: Berufungsgericht des Bundesstaates New York) in Manhattan.

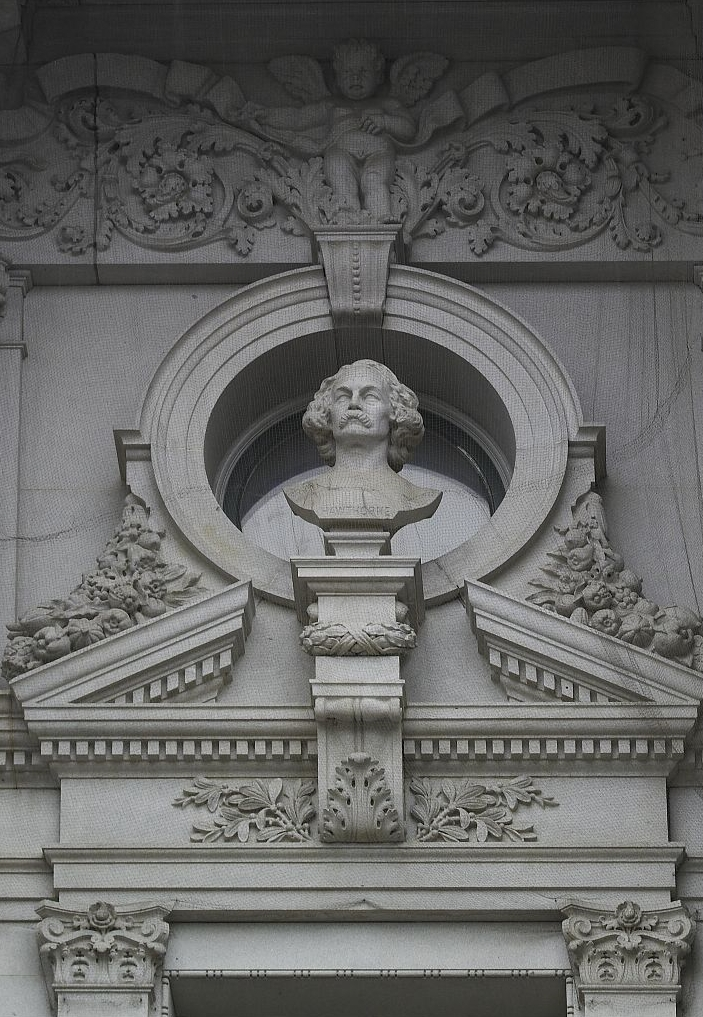
Büste von Nathaniel Hawthorne

Er schuf drei der neun Büsten am vorderen Säulengang des Thomas-Jefferson-Gebäudes der Library of Congress in Washington, DC. Sein Nathaniel Hawthorne, der oft mit Mark Twain verwechselt wird, hat einen stolzen Platz in der reich verzierten Galerie an der Westfront des 1897 fertiggestellten Gebäudes der Library of Congress. Er fertigte auch die Büsten von Washington Irving und Ralph Waldo Emerson an. Die Emerson-Büste ist ein exaktes Abbild, da Hartley und insbesondere sein Vorgesetzter Ainsworth Rand Spofford wussten, wie ausgeprägt Emersons Nase tatsächlich war.

## Publikationen
- Letter : to Ada Rehan, 1889. OCLC 63564578
- Anatomy in Art. Press of Styles & Cash, New York 1891 (englisch, eingeschränkte Vorschau in der Google-Buchsuche).
- Artist file : study photographs and reproductions of works of art with accompanying documentation, mit Frick Art Reference Library, 1920. OCLC 80723872